# Podskalský Roháč
Podskalský Roháč je národní přírodní rezervace v katastrálním území obce Podskalie v okrese Považská Bystrica v Trenčínském kraji na Slovensku. Území bylo vyhlášeno v roce 1993 a jeho rozloha je 105,57 hektaru. Předmětem ochrany jsou skalní útvary s lesními a nelesními společenstvy se zachovalou teplomilnou vegetací na vápencovém substrátu. Rezervace je součástí chráněné krajinné oblasti Strážovské vrchy.